# カンチャンチャラ
カンチャンチャラ（西: Canchánchara）はキューバのトリニダで誕生したカクテル。キューバ産のアグアルディエンテと呼ばれるサトウキビを原材料とした蒸留酒の地酒とハチミツが使用される。

## 概要
トリニダにある1740年創業のレストラン・バー「ラ・カンチャンチャラ」のみで提供されるカクテルである。1980年代には、トリニダの陶器職人が素焼きの専用グラスを産み出し、以降は陶器のグラスで親しまれている。
トリニダは砂糖産業と奴隷貿易で栄えた町である。19世紀後半のキューバ独立戦争では激戦地となった。独立戦争を戦った兵士たちは、アルコールとハチミツを混ぜたものを飲んで、気力と体力を高めたと言われ、これがカンチャンチャラの起源と言われている。
スペイン植民地時代のキューバにおいて、庶民にとっては工場で生産される砂糖よりもハチミチのほうが身近になっていった。
カンチャンチャラはやがて歴史の中に埋もれて忘れ去られていったが、ビクトル・エチュナグシア（Víctor Echenagusía）が文献を調べて復活させた。
アグアルディエンテの代わりにラム酒が用いられることもある。また、品質の良いラム酒を用い、甘さを抑えるためにライムジュースとハチミツハニーの分量を減らしたカクテルをカンチャ（西: Cancha）と呼ぶ。

## レシピの例
国際バーテンダー協会のレシピを以下に挙げる。
材料
- キューバ産アグアルディエンテ - 60ml
- ライムジュース - 15ml
- ハチミツ - 15ml
- 水 - 50ml

作り方
1. ハチミツ、水、ライムジュースを混ぜて、グラスの底と内壁に塗る。
2. グラスにクラッシュアイスを入れ、アグアルディエンテを注ぐ。
3. グラスの底から上へ力強く混ぜる。
4. 櫛切りにしたライムを飾る。